# Stephan Lohse
Stephan Lohse (* 1964 in Hamburg) ist ein deutscher Schauspieler, Theaterregisseur und Schriftsteller.

## Leben
Stephan Lohse studierte Schauspiel am Max-Reinhardt-Seminar in Wien und war ab 1990 an großen Bühnen wie dem Thalia Theater in Hamburg, der Schaubühne am Lehniner Platz oder dem Maxim-Gorki-Theater in Berlin tätig. Daneben nahm er zahlreiche Engagements in der freien Theaterszene an (Schauspielhaus Wien, Hebbel am Ufer, Sophiensæle, Matthaei und Konsorten u.v.m) und arbeitete auch als Regisseur.
2017 erschien im Suhrkamp Verlag Lohses erster Roman Ein fauler Gott über einen elfjährigen Jungen, dessen kleiner Bruder stirbt. Seiner schwer getroffenen Mutter steht er in der Trauer bei. Das Buch erhielt sehr gute Kritiken und stand im Juni 2017 auf der SWR-Bestenliste. Der Kritiker Hubert Spiegel urteilte: „Stephan Lohse erzählt eine seltsam schwebende Geschichte von Trauer und Verlust, von den wundersamen Abenteuern der Kindheit und davon, wie ein Sohn und eine Mutter in Schmerz und Hilflosigkeit zueinanderfinden. Sein Roman ist einfühlsam, aber niemals kitschig, anrührend und humorvoll und zeugt von großem Gespür für sprechende Details. Ein schönes, ein beeindruckendes Debüt.“
Auf Einladung von Hubert Winkels las er im Juli 2018 während der 42. Tage der deutschsprachigen Literatur in Klagenfurt seinen Text Lumumbaland. 2022 war Lohse Mitgründer des PEN Berlin. Sein dritter Roman, Das Summen unter der Haut, beschreibt 31 Tage im Leben eines Teenagers, dem seine Homosexualität bewusst wird. Der Roman wurde zum NDR-Buch des Monats gekürt.

## Auszeichnungen
- 2017 Franz-Tumler-Literaturpreis (Publikumspreis)
- 2017 aspekte-Literaturpreis (Shortlist)
- 2018 Arbeitsstipendium Literatur, Senatsverwaltung für Kultur und Europa, Berlin
- 2019 Aufenthaltsstipendium im Künstlerhaus Lukas

## Werke
- Ein fauler Gott, Roman, Suhrkamp Verlag, Berlin 2017. ISBN 978-3-518-75094-0
- Johanns Bruder, Roman, Suhrkamp Verlag, Berlin 2020. ISBN 978-3-518-42959-4
- Das Summen unter der Haut, Roman, Insel Verlag, Berlin 2023. ISBN 978-3-458-64389-0